# Cymodoce alis
Cymodoce alis är en kräftdjursart som beskrevs av Barnard 1955. Cymodoce alis ingår i släktet Cymodoce och familjen klotkräftor. Inga underarter finns listade i Catalogue of Life.